# Geelkeelkoekoek
De geelkeelkoekoek (Chrysococcyx flavigularis) is een vogel uit de familie Cuculidae (koekoeken).

## Verspreiding en leefgebied
Deze soort komt voor van Sierra Leone tot Ghana en van Kameroen tot oostelijk Congo-Kinshasa en Gabon.